# Ivanivka, Karlivka
Ivanivka (în ucraineană Іванівка) este un sat în orașul raional Karlivka din regiunea Poltava, Ucraina.

## Demografie
Componența lingvistică a localității Ivanivka
     Ucraineană (91,44%)
     Rusă (6,05%)
     Română (2,02%)
     Alte limbi (0,25%)
Conform recensământului din 2001, majoritatea populației localității Ivanivka era vorbitoare de ucraineană (91,44%), existând în minoritate și vorbitori de rusă (6,05%) și română (2,02%).